# Cebrio cardenalis
Cebrio cardenalis es una especie de coleóptero de la subfamilia Cebrioninae, en la familia Elateridae.
Fue descrita en 2012 a partir de ejemplares recogidos en Torreblanca, Sevilla.